# Суходільська сільська рада (Перемишлянський район)
| Суходільська сільська рада — колишній орган місцевого самоврядування у Перемишлянському районі Львівської області з адміністративним центром у с. Суходіл. Історична дата утворення: в 1940 році. Водоймища на території, підпорядкованій даній раді: річка Суходілка. Сільській раді підпорядковані населені пункти: - с. Суходіл - с. Вільховець - с. Лопушна |

## Склад ради
Рада складається з 16 депутатів та голови.

### Керівний склад ради
| ПІБ                      | Основні відомості                                                                                                | Дата обрання | Дата звільнення |
| ------------------------ | --- | ------------ | --------------- |
| Сірко Володимир Петрович | Сільський голова, 1956 року народження, освіта, безпартійний                                                     | 26.03.2006   | 31.10.2010      |
| Сірко Володимир Петрович | Сільський голова, 1956 року народження, освіта середня спеціальна, член Всеукраїнського об'єднання «Батьківщина» | 31.10.2010   |                 |

Примітка: таблиця складена за даними джерела